# Spilotes sulphureus
Espèce
Synonymes
- Natrix sulphurea Wagler, 1824
- Pseustes sulphureus (Wagler, 1824)
- Coluber poecilostoma Wied-neuwied, 1824
- Dipsas dieperinkii Schlegel, 1837
- Pseustes sulphureus dieperinkii (Schlegel, 1837)

Spilotes sulphureus  est une espèce de serpents de la famille des Colubridae.

## Répartition
Cette espèce se rencontre en Colombie, au Venezuela, à la Trinité, au Guyana, au Suriname, en Guyane, en Équateur, au Pérou, en Bolivie, au Brésil.

## Liste des sous-espèces
Selon The Reptile Database (22 avril 2014) :
- Spilotes sulphureus dieperinkii (Schlegel, 1837)
- Spilotes sulphureus sulphureus (Wagler, 1824)

## Galerie

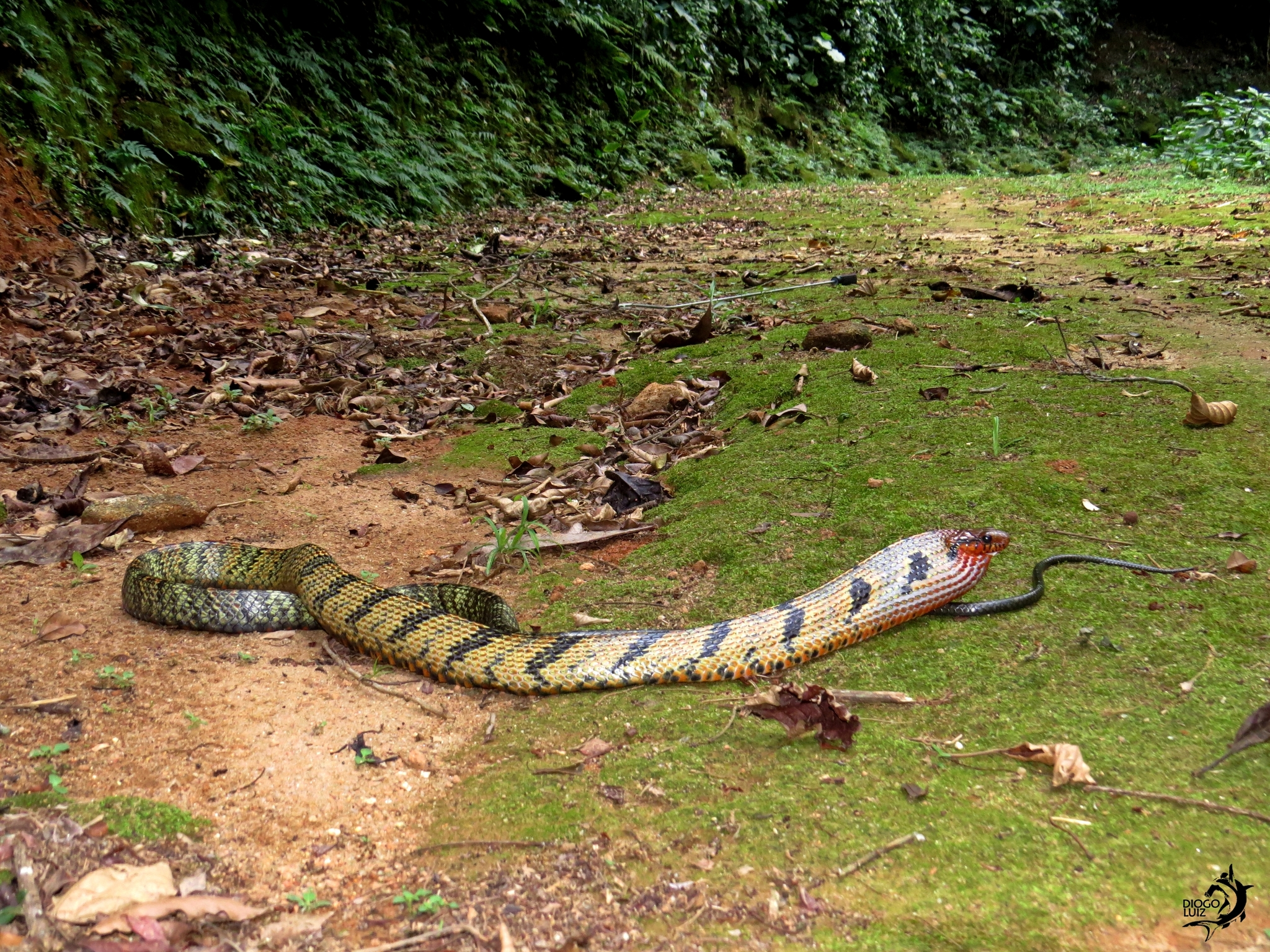
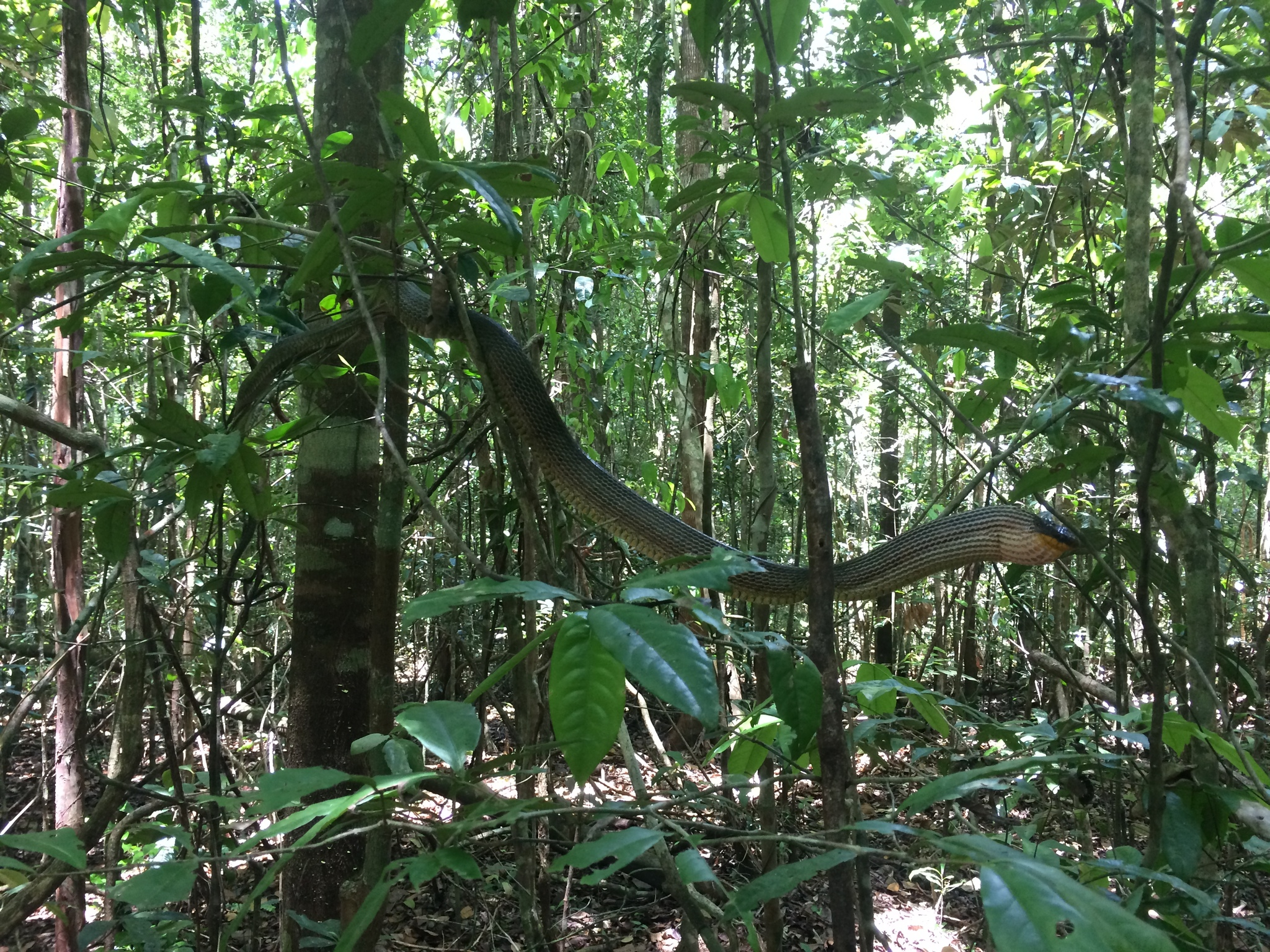
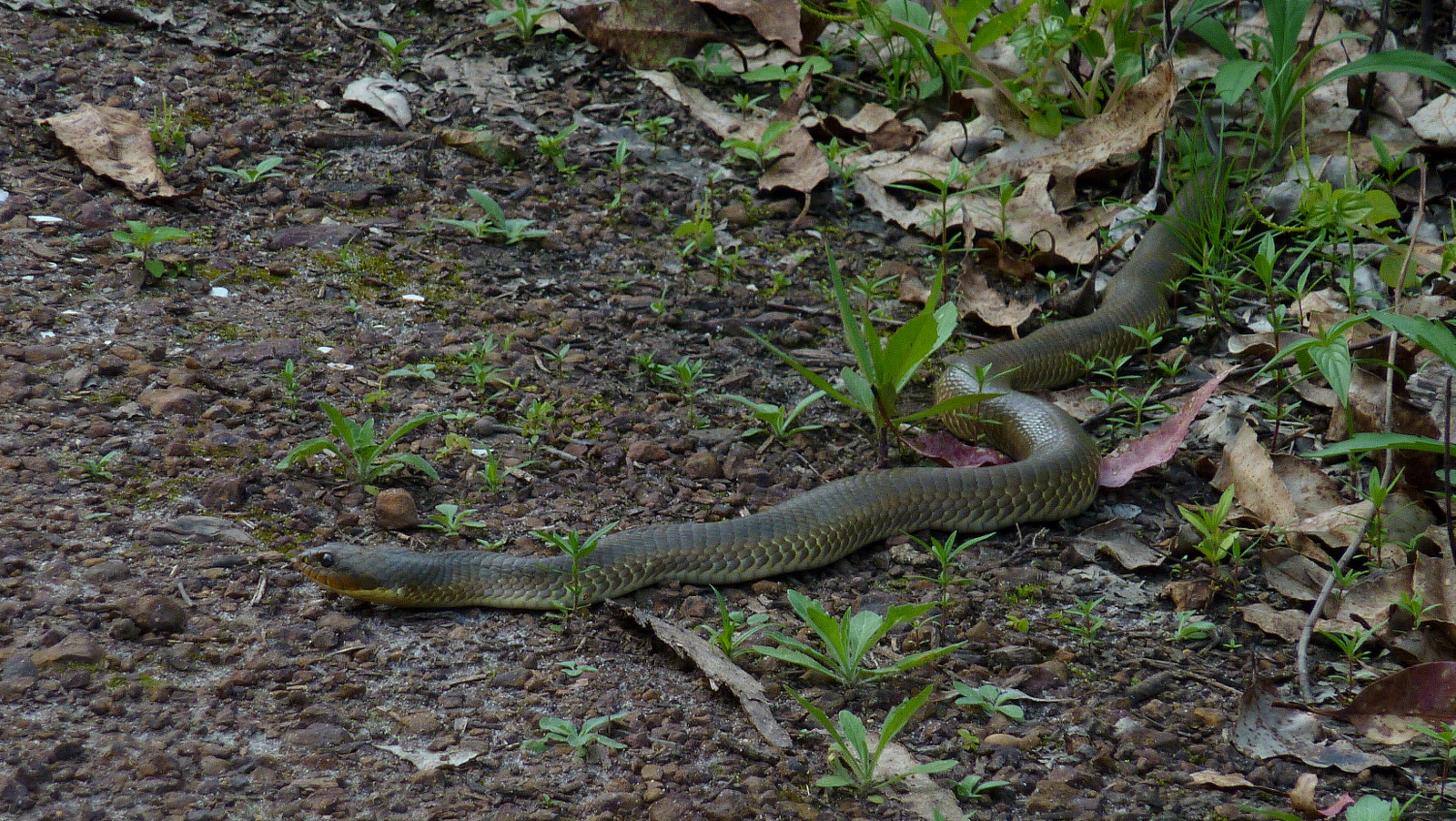
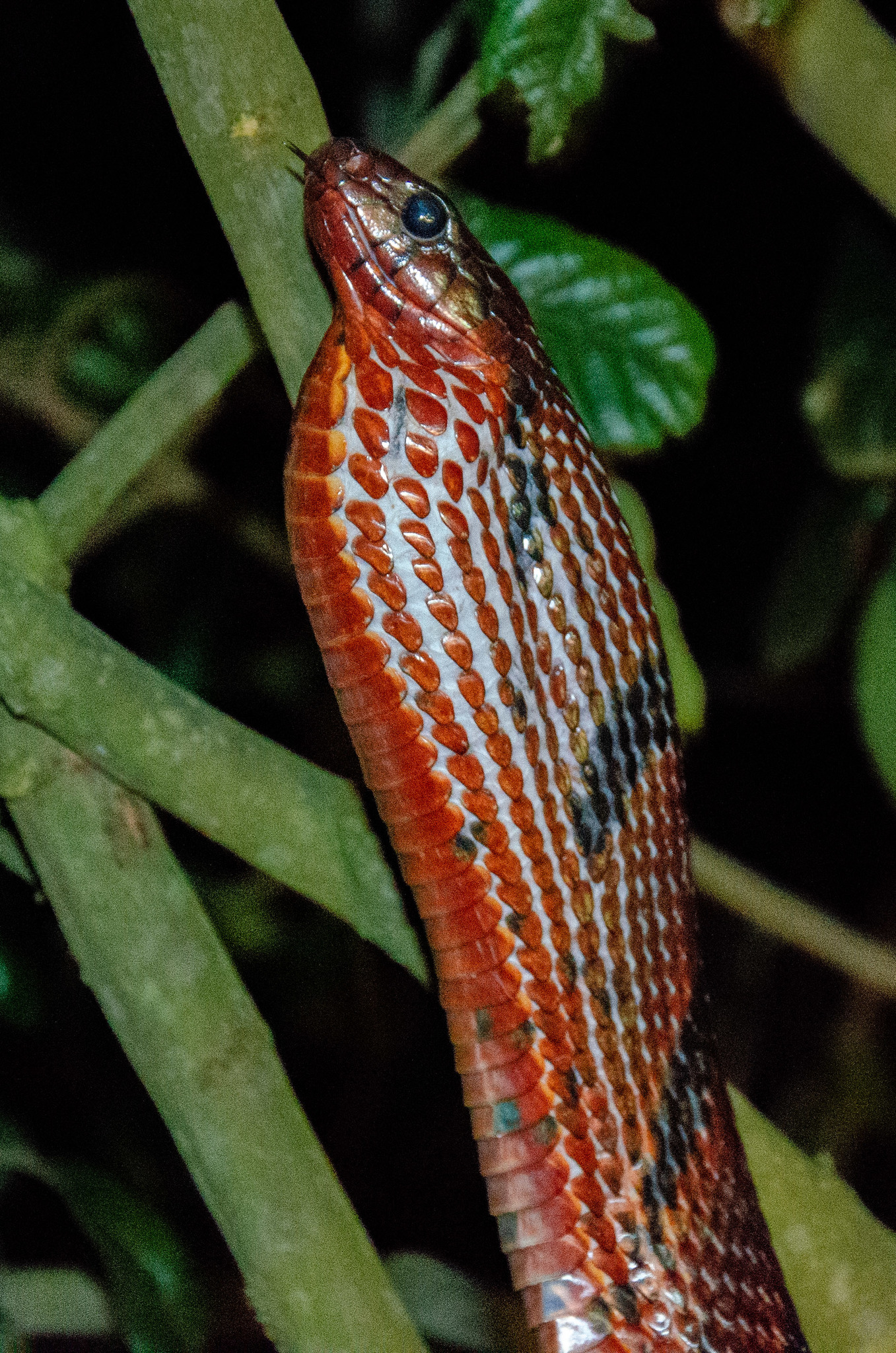

## Publications originales
- Schlegel, 1837 : Essai sur la physionomie des serpens, vol. 1 (texte intégral) et vol. 2 (texte intégral).
- Wagler, 1824 : Serpentum Brasiliensium species novae, ou histoire naturelle des espèces nouvelles de serpens. in Jean de Spix, Animalia nova sive species novae, p. 1-75 (texte intégral).